# Se tu fossi qui
Se tu fossi qui è un brano musicale, interpretato dalla cantante italiana Noemi, pubblicato il 3 ottobre 2014 dalla casa discografica Sony Music come download digitale e in rotazione radiofonica.

## Descrizione
Il brano (scritto da Diego Mancino) fa da colonna sonora alla commedia cinematografica Ambo.

## Il video
Il video musicale, per la regia di Claudio Zamarion, è stato pubblicato in anteprima l'8 ottobre 2014 sul sito Vanity Fair ed il 10 ottobre nel canale YouTube e Vevo della cantante. Esso ripercorre alcune scene della pellicola, interrotte da immagini dell'interprete.

## Classifiche
| Classifica (2014)        | Posizione massima |
| ------------------------ | ----------------- |
| Italia airplay nazionale | 28                |